# Церковь Рождества Христова (Тернополь)
Кафедральный собор Рождества Христова (укр. Кафедральний собор Різдва Христового) — православный храм в Тернополе, Украина. В 1770 церковь стала греко-католической, после 1946 была передана РПЦ, в настоящее время — собор ПЦУ.

## История
На месте современного храма стоял деревянный храм, известный как Средний (сгоревшая в конце XVI века), первое упоминание — в королевской грамоте (6 июля 1566): говорится, что городскую стену укрепил сын основателя Яна-Амора Тарновского — Кшиштоф (Христофор) Тарновский.
Каменное сооружение было построено в период с июля 1602 по сентябрь 1608 года. Инвесторами были ктиторы С. Григорьевич, В. Игнатович, строитель Леонтий, прихожане города. В камне, вмурованном над входом в церковь, упомянуты имена:
- князей Константина-Василия и Александра Острожских, которые в 1570 году выделили 60 моргов поля на расходы храма и госпиталя для нищих православных мещан;
- патриарха Иеремии II (Траноса) и ученого-языковеда Кирилла Ставровецкого (Транквилиона), которые в 1589 встретились с тернопольскими братчиками;
- епископа: Гедеона Балабана, при котором начали возводить храм.

Стоимость строительства — 1916 злотых. Храм был освящён в день Рождества Христова 1609 года.
По преданию, в церкви молился гетман Богдан Хмельницкий. Впоследствии перестроили притвор, образовали 2 этажа, отделив придел Святой Троицы в отдельную церковь, упомянутую в грамоте епископа Иосифа Шумлянского (1668 года). Позже пристроили бастионы, переходные галереи.
В 1808 году произошла реконструкция: был разобран потолок, увеличена внутренняя высота, обновлена роспись храма.
Современный вид храм приобрёл после 1937 года, когда в алтарной части выбили для лучшего освещения 2 окна, изменили форму главного купола, обновили роспись.
Во время Великой Отечественной войны храм не претерпел значительных разрушений. В 1958 снесли каменное ограждение, колокольню, не сохранившийся крест жертвам Эпидемии холеры (1770).
Святыня храма — чудотворная икона Божией Матери.

## Памятники и памятные знаки
В храме и рядом находятся несколько памятных знаков и мемориальных плит: жертвам голода 1932—1933 годов, Владимиру Крестителю, патриарху Мстиславу (Скрипнику) и Владимиру (Романюку).

## Духовенство

### Греко-католический период[4][5][4]
- Священники: о. Михаил Билинский (ок. 1832—1865), о. Василий Фортуна (1865—1893), о. Владимир Громницкий (1893—1895, 1895—1938 — приход), о. Стефан Ратич (1938 — ок.1944).
- Помощники: о. Теодор Котович (около 1832—1835), Василий Кузьма (1914 — ок. 1918), о. Сбор Николай 1942—1944),… о. Семён Стецько (1909 −1913), … о. Стефан Ратич (1919—1938), о. Николай Когут (1941 — ок.1944).

### Православные[6]
В ведении Русской Православной церкви (УПЦ МП): о. Олесь Герета (второй священник, 1961—1963).
В ведении ПЦУ: митрополит Мефодий (Кудряков).

## Захоронения
Во дворе храма похоронен Киевский митрополит Мефодий (Кудряков).